# Carddass
Carddass est une série de distributeurs automatique japonais de jeu de cartes à collectionner dont la première version a été lancée en 1988. Ces machines distribuent des cartes inspirées des principales licences à succès de Bandai.
En mars 2021, Bandai avait vendu 17,767 milliards de cartes depuis 1988, plus 2,749 milliards de cartes Data Carddass depuis mars 2005.